# Schausia cosmetica
Schausia cosmetica là một loài bướm đêm trong họ Noctuidae.